# 玛尧县
玛尧县，是泰国南部北大年府的一个县。总面积216.1平方公里，总人口53070人，人口密度245.6人/平方公里（2005年）。

## 行政区划
玛尧县辖有13个区，58个村。